# Club Atlético River Plate 1931
Questa voce raccoglie le informazioni riguardanti il Club Atlético River Plate nelle competizioni ufficiali della stagione 1931.

## Stagione
La prima stagione del calcio professionistico argentino fu gestita dalla Liga Argentina de Football. Il River debuttò contro il Club Atlético Atlanta davanti a 3.900 spettatori, vincendo per 1-0. Il principale rinforzo era stato Carlos Peucelle, pagato l'ingente somma di 10.000 dollari; il campionato fu caratterizzato da quattro vittorie consecutive nelle prime quattro gare, e da un rendimento piuttosto positivo. A fare la differenza furono tre sconfitte contro Chacarita Juniors, Quilmes e Platense, che fecero sì che la squadra si classificasse quarta. La formazione dalla banda rossa registrò la miglior difesa con 39 gol subiti.

## Maglie e sponsor
| Casa |

## Rosa
| N. |                      | Ruolo | Calciatore            |
| -- | -------------------- | ----- | --------------------- |
|    | Argentina (bandiera) | P     | Jorge Iribarren       |
|    | Argentina (bandiera) | P     | Juan Poggi            |
|    | Argentina (bandiera) | D     | José Belvidares       |
|    | Argentina (bandiera) | D     | Joaquín Bezos         |
|    | Argentina (bandiera) | D     | Juan Carlos Iribarren |
|    | Argentina (bandiera) | D     | Alberto López         |
|    | Argentina (bandiera) | D     | Pedro Omar            |
|    | Argentina (bandiera) | C     | Ernesto Albarracín    |
|    | Argentina (bandiera) | C     | Mario Artel           |
|    | Argentina (bandiera) | C     | Raúl Cecarelli        |
|    | Argentina (bandiera) | C     | Manuel Dañil          |
|    | Argentina (bandiera) | C     | Norberto Maiola       |
|    | Argentina (bandiera) | C     | Esteban Malazzo       |
|    | Argentina (bandiera) | C     | Camilo Bonelli        |

| N. |                      | Ruolo | Calciatore           |
| -- | -------------------- | ----- | -------------------- |
|    | Argentina (bandiera) | A     | Oscar Barralía       |
|    | Argentina (bandiera) | A     | Emilio Castro        |
|    | Argentina (bandiera) | A     | Antonio Ganduglia    |
|    | Argentina (bandiera) | A     | Francisco Gondar     |
|    | Argentina (bandiera) | A     | Atilio Granara Costa |
|    | Uruguay (bandiera)   | A     | Pedro Lago           |
|    | Argentina (bandiera) | A     | Juan Carlos Lagos    |
|    | Argentina (bandiera) | A     | Vicente Locasso      |
|    | Argentina (bandiera) | A     | Pedro Marassi        |
|    | Argentina (bandiera) | A     | Camilo Méndez        |
|    | Argentina (bandiera) | A     | Carlos Peucelle      |
|    | Argentina (bandiera) | A     | Alberto Rival        |
|    | Argentina (bandiera) | A     | Ricardo Zatelli      |

## Statistiche

### Primera División
| Buenos Aires 31 maggio 1931                       | Atlanta   | 0 – 1           | River Plate | Villa Crespo |
| \| \| \| \| \| \| Marcatori \| Vicente Locasso \| |           |                 |             |              |
|                                                   |           |                 |             |              |
|                                                   | Marcatori | Vicente Locasso |             |              |

| Buenos Aires 4 giugno 1931                                         | River Plate | 2 – 1          | Estudiantes (LP) | Recoleta |
| \| \| \| \| \| Antonio Ganduglia \| Marcatori \| Enrique Guaita \| |             |                |                  |          |
|                                                                    |             |                |                  |          |
| Antonio Ganduglia                                                  | Marcatori   | Enrique Guaita |                  |          |

### Statistiche di squadra
| Competizione     | Punti | Totale | Totale | Totale | Totale | Totale | Totale | DR  |
| Competizione     | Punti | G      | V      | N      | P      | Gf     | Gs     | DR  |
| ---------------- | ----- | ------ | ------ | ------ | ------ | ------ | ------ | --- |
| Primera División | 44    | 34     | 19     | 6      | 9      | 63     | 39     | +24 |
| Totale           | -     |        | -      | -      |        | -      | -      | -   |

### Statistiche dei giocatori
| Giocatore        | Primera División | Primera División | Primera División | Primera División |
| Giocatore        | Presenze         | Reti             | Ammonizioni      | Espulsioni       |
| ---------------- | ---------------- | ---------------- | ---------------- | ---------------- |
| E. Albarracín    | 11               | 0                | ?                | 0                |
| M. Artel         | 13               | 1                | 0                | 0                |
| O. Barralia      | 2                | 0                | 0                | 0                |
| J. Belvidares    | 29               | 0                | 0                | 1                |
| J. Bezos         | 6                | 0                | 0                | 0                |
| C. Bonelli       | 18               | 0                | 0                | 1                |
| E. Castro        | 18               | 16               | ?                | 0                |
| R. Cecarelli     | 2                | 0                | ?                | 0                |
| M. Dañil         | 28               | 0                | ?                | 0                |
| A. Ganduglia     | 5                | 3                | ?                | 0                |
| F. Gondar        | 10               | 1                | ?                | 0                |
| A. Granara Costa | 12               | 5                | ?                | 0                |
| J. Iribarren     | 24               | -26              | ?                | 0                |
| J.C. Iribarren   | 31               | 0                | ?                | 0                |
| P. Lago          | 16               | 8                | ?                | 2                |
| J.C. Lagos       | 7                | 1                | ?                | 0                |
| V. Locasso       | 8                | 1                | ?                | 0                |
| A. López         | 1                | 0                | ?                | 0                |
| N. Maiola        | 3                | 0                | ?                | 0                |
| E. Malazzo       | 29               | 0                | ?                | 0                |
| P. Marassi       | 32               | 12               | ?                | 0                |
| C. Méndez        | 16               | 0                | ?                | 0                |
| P. Omar          | 2                | 0                | ?                | 0                |
| C. Peucelle      | 29               | 11               | ?                | 1                |
| J. Poggi         | 10               | -13              | ?                | 0                |
| A. Rival         | 11               | 3                | ?                | 0                |
| R. Zatelli       | 1                | 1                | ?                | 0                |